# Фанчиково (зупинний пункт)
Фа́нчиково — пасажирський залізничний зупинний пункт Ужгородської дирекції Львівської залізниці.
Розташований у селі Фанчиково, Виноградівський район Закарпатської області на лінії Батьово — Солотвино І між станціями Боржава (19 км) та Виноградів-Закарпатський (6 км).
Станом на серпень 2019 року щодня п'ять пар дизель-потягів прямують за напрямком Батьово — Королево/Солотвино I.